# MODO Hockey
Pour les articles homonymes, voir Modo.
Le MODO Hockey est une équipe de hockey sur glace de la ville Örnsköldsvik en Suède. L'équipe évolue dans la deuxième division suédoise, la Allsvenskan.

## Historique
Créée en 1921, l'équipe possède comme premier nom Alfredshems IK. Elle garde ce nom jusqu'en 1963, année où elle est renommée en l'honneur du principal commanditaire de l'époque, Mo och Domsjö ab (qui était alors surnommée MoDo).
En 1986, l'équipe change de nom et prend comme nom officiel MODO Hockey, il a été divisé en club de hockey sur glace Modo HK ou "Modo Hockey", et le club de football MoDo FF (une section de ski de fond a également rejoint les opérations IoFK de Hägglund). En 1994 elle atteindra les finales avec une équipe qui aura à sa tête, Peter Forsberg, joueur des jeux olympiques de Lillehammer, et Niklas Sundström. L'équipe est battue par Malmö IF.
Depuis, MODO, sur le circuit Elitserien, atteint les finales de 1999, 2000 et 2002, avant de s'imposer en 2007.
L'équipe masculine du club évolue en Hockeyallsvenskan (2ème niveau national) depuis 2016, après 53 ans de présence dans la plus haute division de Suède au cours des 54 dernières années, avec le Fjällräven Center comme patinoire depuis 2006 (avec la relégation, le nombre de supporters dans le club a presque doublé en moins de deux mois). l'équipe féminine joue en SDHL.
Chez les hommes, le club a remporté deux médailles d'or en SHL (1979 et 2007).
Dans les années 1990, l'équipe junior de Modo Hockey a favorisé une trentaine de joueurs de la LNH dont Peter "Foppa" Forsberg, Markus Näslund, Niklas Sundström et les frères jumeaux Daniel et Henrik Sedin deviendront les principaux profils stars. En 1992, 1993 et 2017, Modo Hockey a remporté l'or double SM pour les juniors et au total, le club a remporté six médailles d'or en J18 et J20 SM (champion de Suède) .
Du côté des femmes également, le club détient le mérite en tant qu'or SM (2012), quatre d'argent SM et neuf de bronze depuis 1989
A la saison 2011/12, il était prévu de créer un musée du Modo Hockey au Fjällräven Center, Örnsköldsvik. Malgré un prêt de 4 millions de couronnes suédoises de la municipalité d'Örnsköldsvik à la fin de la saison 2012/2013, le club a été contraint de reporter le projet car il était estimé à sept millions tandis que le club manquait toujours de ressources financières, principalement en raison d'une perte publique pendant la saison 2013/2014 à plus de 1 000 spectateurs en moyenne par match que prévu. [25] [26] Les travaux de création d'un musée Modo Hockey au Fjällräven Centre ont plutôt commencé en août 2014 et les premières parties étaient prêtes à l'automne 2014. Les stands présentent l'histoire de Modo Hockey de 1921 à nos jours. Les expositions comprennent des maillots de légendes de l'association, des clubs qui ont remporté des titres nationaux.

## Joueurs

### Joueurs actuels
| No    | Nom                   | Nat. | Position  | Arrivée                         |
| ----- | --------------------- | ---- | --------- | ------------------------------- |
| +030, | Lassi Lehtinen        |      | Gardien   | 2023 - TPS                      |
| +031, | Olle Eriksson Ek      |      | Gardien   | 2023 - Gulls de San Diego       |
| +002, | David Rundblad        |      | Défenseur | 2023 - Kärpät Oulu              |
| +005, | August Berg           |      | Défenseur | 2022 - Leksands IF              |
| +006, | Daniel Brickley       |      | Défenseur | 2023 - Västerviks IK            |
| +007, | Pontus Näsén          |      | Défenseur | 2021 - IK Oskarshamn            |
| +018, | Ville Jonsson         |      | Défenseur | Formé au club                   |
| +026, | Emil Wahlberg         |      | Défenseur | 2021 - IK Oskarshamn            |
| +027, | Niklas Folin          |      | Défenseur | 2021 - HC Vita Hästen           |
| +033, | Kristiāns Rubīns      |      | Défenseur | 2023 - Wranglers de Calgary     |
| +040, | David Bernhardt       |      | Défenseur | 2021 - HIFK                     |
| +010, | Sampo Ranta           |      | Attaquant | 2023 - Eagles du Colorado       |
| +011, | Danny O'Regan         |      | Attaquant | 2023 - Griffins de Grand Rapids |
| +012, | Oscar Pettersson      |      | Attaquant | 2021 - Västerviks IK            |
| +013, | Mikael Ruohomaa       |      | Attaquant | 2023 - Leksands IF              |
| +015, | Helmer Styf           |      | Attaquant | Formé au club                   |
| +017, | Riley Woods           |      | Attaquant | 2021 - Grizzlies de l'Utah      |
| +019, | Erik Jinesjö Karlsson |      | Attaquant | 2021 - KooKoo Kouvola           |
| +022, | Adam Pettersson       |      | Attaquant | 2022 - Brynäs IF                |
| +023, | Josh Dickinson        |      | Attaquant | 2022 - Walleye de Toledo        |
| +024, | Erik Walli-Walterholm |      | Attaquant | 2023 - Timrå IK                 |
| +025, | Samuel Vigneault      |      | Attaquant | 2023 - HV71                     |
| +029, | Mikkel Aagaard        |      | Attaquant | 2020 - Grizzlys Wolfsbourg      |
| +032, | Theodor Niederbach    |      | Attaquant | 2023 - Rögle BK                 |
| +036, | Sebastian Ohlsson     |      | Attaquant | 2020 - Timrå IK                 |
| +038, | Johan Södergran       |      | Attaquant | 2022 - Reign d'Ontario          |

### Numéros retirés
- 3 Mattias Timander
- 4 Nicke Johansson
- 8 Per Lundqvist
- 9 Magnus Wernblom
- 16 Anders Hedberg
- 21 Peter Forsberg
- 39 Per Svartvadet